# El Lago
El Lago é uma cidade localizada no estado norte-americano do Texas, no Condado de Harris.

## Demografia
Segundo o censo norte-americano de 2000, a sua população era de 3075 habitantes.
Em 2006, foi estimada uma população de 2962, um decréscimo de 113 (-3.7%).

## Geografia
De acordo com o United States Census Bureau tem uma área de 1,8 km², dos quais 1,7 km² cobertos por terra e 0,1 km² cobertos por água.

## Localidades na vizinhança
O diagrama seguinte representa as localidades num raio de 8 km ao redor de El Lago.